# Тихоокеански франк
Тихоокеанският франк или франк КФП (на френски: Franc Pacifique) е парична единица, използвана в част от отвъдморските територии на Франция. Това са Френска Полинезия, Нова Каледония и Уолис и Футуна.
Емисиите на тази валута се осъществяват от Емисионният институт на отвъдморските департаменти и територии на Франция. Курсът на обмяна на валутата е определен при въвеждането на еврото на 1 януари 2002 г. в съотношение 1000 тихоокеански франка за 8,38 евро.
През 2005 г. президентът Жак Ширак дава съгласието си до 2007 г. тихоокеанския франк да бъде заменен с евро, при положение че всички тези територии са съгласни с това. До 2024 г. това така и не се осъществява.

## История
Тихоокеанският франк е въведен с указ на 26 декември 1945 г. Поради нестабилността на френския франк е установен паритет не с него, а с щатския долар, който играе значителна роля в Океания. През 1949 г. е установен обменният курс: 1 щатски долар за 49,60 франка. Обменният курс към френския франк се определя от съотношението на щатския долар и тихоокеанския франка. Той е както следва:
- от 26 декември 1945 г. 100 франка за 240 френски франка
- от 26 януари 1946 г. 432 френски франка
- от 18 октомври 1948 г. 531 френски франка
- от 27 април 1949 г. 548 френски франка
- от 20 септември 1949 г. 550 френски франка.

На 25 септември 1948 г. е приет закон, който лишава Банката на Индокитай от правото да емитира във френски отвъдморски владения. В действителност обаче правото на издаване принадлежи до 1967 г.
На 20 септември 1949 г. паритетът на щатския долар е премахнат и е установен обменният курс: 1 тихоокеански франка за 5,50 френски франка. След паричната реформа от 1 януари 1960 г. 100 тихоокеански франка се равняват на 5,50 френски франка.
На 22 декември 1966 г. е приет закон за дейността на Емисионния институт на отвъдморските територии. На 1 април 1967 г. френското правителство създава Института за емитиране на отвъдморските територии, към който са прехвърлени емисионните функции на Банката на Индокитай.
След въвеждането на еврото на 1 януари 2002 г. се установява съотношението: 1000 тихоокеански франка за 8,38 евро.

## Използвани банкноти
- 500 френски тихоокеански франка
- 10 000 френски тихоокеански франка

В Нова Каледония, Уолис и Футуна и Френска Полинезия се използват банкноти с еднакъв дизайн и следните стойности:
- 500 франка,
- 1 000 франка,
- 5 000 франка,
- 10 000 франка.

През 2014 г. в обращение влизат нова серия банкноти с изменен дизайн и същите номинали.

## Използвани монети
Монетите, които се използват са в два варианта. Първият е за Нова Каледония и Уолис и Футуна, а вторият за Френска Полинезия. И двата варианта са законни платежни средства във всички тези територии. Използват се монети със следните стойности:
- 1 франк,
- 2 франка,
- 5 франка,
- 10 франка,
- 20 франка,
- 50 франка,
- 100 франка